# 胡希
胡希（(羅馬尼亞語發音：[huʃʲ]）是羅馬尼亞的城市，位於該國東部，距離首府瓦斯盧伊25公里，由瓦斯盧伊縣負責管轄，面積61.12平方公里，海拔高度99米，2009年人口29,528，大多數居民信奉東正教。